# Jerarquía de residuos

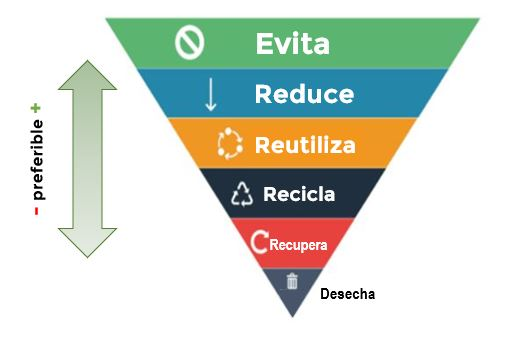
La jerarquía de gestión de residuos comienza por acciones de prevención y reducción.

La jerarquía de (gestión de) residuos indica un orden de preferencia de acciones para disminuir y gestionar los residuos. Se puede representar de forma esquemática como una pirámide invertida, en la cual la prevención y la reducción son las acciones prioritarias. La jerarquía refleja las sucesivas etapas de gestión por las que un producto debe pasar antes de llegar al final de su ciclo de vida (su transformación en residuo).
El propósito de la  jerarquía de residuos es extraer el máximo beneficio práctico de los productos y generar la mínima cantidad de residuos. La correcta aplicación de la jerarquía de residuos puede tener varias ventajas: puede ayudar a prevenir las emisiones de gases de efecto invernadero, reducir los contaminantes, ahorrar energía, conservar recursos, crear empleos y estimular el desarrollo de tecnologías verdes.

## Directiva marco sobre residuos de la Unión Europea
En 1975, la Directiva Marco de Residuos de la Unión Europea (1975/442/CEE) introdujo por primera vez el concepto de jerarquía de residuos en la política europea de residuos, haciendo hincapié en la importancia de la minimización de los residuos y la protección del medio ambiente y la salud humana. De acuerdo con la Directiva de 1975, la política y la legislación de la Unión Europea se adaptaron a los principios de la jerarquía de residuos.
En 1989, se formalizó en una jerarquía de opciones de gestión en la Estrategia Comunitaria de la Comisión Europea para la Gestión de Residuos y esta estrategia de residuos fue aprobada posteriormente en el estudio de la Comisión de 1996.
En 2008, el Parlamento de la Unión Europea introdujo en su legislación sobre residuos una nueva jerarquía de residuos en seis etapas, la Directiva 2008/98/CE, que los Estados miembros deben incorporar a su legislación nacional en materia de gestión de residuos. El artículo 4 de la Directiva establece una jerarquía de seis etapas para la gestión de los residuos que los Estados miembros deben aplicar. La prevención de los residuos, como opción preferida, va seguida de la reutilización, el reciclaje, la recuperación (incluida la recuperación de la energía) y la eliminación segura de residuos.